# Caenocara scymnoides
Caenocara scymnoides är en skalbaggsart som beskrevs av Leconte 1865. Caenocara scymnoides ingår i släktet Caenocara och familjen trägnagare. Inga underarter finns listade i Catalogue of Life.